# Bahnhof Hofheim (Taunus)
Der Bahnhof Hofheim (Taunus) ist der Bahnhof der hessischen Kreisstadt Hofheim am Taunus. Er wurde am 15. Oktober 1877 in Betrieb genommen und wird heute von der S-Bahn Rhein-Main, Regionalzügen der Deutschen Bahn AG (DB) und einzelnen Regionalbahnen der Hessischen Landesbahn (HLB) bedient. Des Weiteren befinden sich dort ein Busbahnhof, ein Taxistand und ein Park+Ride-Parkplatz. Rund 8.500 Reisende und Besucher nutzen den Bahnhof täglich (2019).

## Lage
Der Bahnhof befindet sich ca. 500 Meter vom Stadtzentrum entfernt an der Hattersheimer Straße. Er liegt an der Main-Lahn-Bahn, die den Regionalbahnhof Limburg (Lahn) mit dem Hauptbahnhof Frankfurt (Main) verbindet.

## Empfangsgebäude
Das Bahnhofsgebäude wurde 1906 erbaut und ist dreigeschossig. Es ist im Heimatschutzstil, in einer sachlich-barockisierenden Richtung, gebaut. Es ist ein Putzbau mit markanter, im Sockelbereich und an den Gewänden aufsteigender Bossengliederung aus Taunusquarzit. Es ist nach dem Hessischen Denkmalschutzgesetz als Kulturdenkmal eingestuft.

## Verkehr
Hofheim liegt im Tarifgebiet des Rhein-Main-Verkehrsverbundes (RMV). In der Nähe des Bahnhofs befindet sich auch der Sitz des RMV. Der Bahnhof wird von Zügen der S-Bahn Rhein-Main, der DB Regio und der HLB bedient.

### Bahnverkehr
Am Hofheimer Bahnhof hält die S2 der S-Bahn Rhein-Main. Diese verkehrt in einem Grundtakt von 30 Minuten, welcher in den Verkehrsspitzenzeiten auf einen 15-Minuten-Takt verdichtet wird. Es besteht eine direkte S-Bahn-Anbindung an Niedernhausen über Eppstein bzw. an Dietzenbach über Frankfurt am Main und Offenbach am Main. Außerdem halten die Regionalzüge der Linien RE 20 und RB 22 auf dem Weg von Limburg über Bad Camberg, Idstein und Niedernhausen nach Frankfurt Hbf am Hofheimer Bahnhof. Somit sind in den Hauptverkehrszeiten sieben Fahrten pro Stunde und Richtung zwischen Hofheim und Frankfurt möglich. Pro Tag halten bis zu 169 Züge.
| Linie | Verlauf | Takt                             | Betreiber      |
| ----- | --- | -------------------------------- | -------------- |
| S2    | Niedernhausen (Taunus) – Niederjosbach – Bremthal – Eppstein – Lorsbach – Hofheim (Taunus) – Kriftel – Frankfurt-Zeilsheim – Frankfurt-Höchst Farbwerke – Frankfurt-Höchst – Frankfurt-Nied – Frankfurt-Griesheim – Frankfurt (Main) Hbf tief – Frankfurt (Main) Taunusanlage – Frankfurt (Main) Hauptwache – Frankfurt (Main) Konstablerwache – Frankfurt (Main) Ostendstraße – Frankfurt (Main) Mühlberg – Offenbach-Kaiserlei – Offenbach Ledermuseum – Offenbach Marktplatz – Offenbach (Main) Ost – Offenbach-Bieber – Heusenstamm – Dietzenbach-Steinberg – Dietzenbach Mitte – Dietzenbach Bhf | 30 min 15 min (zur HVZ)          | DB Regio Mitte |
| RE 20 | Main-Lahn-Bahn: Frankfurt (Main) Hbf – Frankfurt-Höchst – Hofheim (Taunus) – Niedernhausen (Taunus) – Idstein (Taunus) – Bad Camberg – Niederbrechen – Eschhofen – Limburg (Lahn) Stand: Fahrplanwechsel Dezember 2021 | 60 min (wochentags zur HVZ)      | DB Regio Mitte |
| RB 22 | Main-Lahn-Bahn: Frankfurt (Main) Hbf – Frankfurt-Höchst – Hofheim (Taunus) – Niedernhausen (Taunus) – Idstein (Taunus) – Wörsdorf – Bad Camberg – Niederselters – Oberbrechen – Niederbrechen – Lindenholzhausen – Eschhofen – Limburg (Lahn) Stand: Fahrplanwechsel Dezember 2021 | 30/60 min (+ Verstärker zur HVZ) | DB Regio Mitte |

### Busverkehr
Am Bahnhof befindet sich ein großer Busbahnhof. Von dort bestehen Omnibusverbindungen in die Hofheimer Stadtteile sowie in die angrenzenden Gemeinden. Es verkehren auch Anrufsammeltaxen. Auch nach Wiesbaden besteht eine direkte, tagsüber halbstündlich verkehrende Omnibusverbindung. Durch die zusätzlich verkehrende Schnellbusverbindung von Bad Homburg über Hofheim ergeben sich werktags drei Fahrten pro Stunde und Richtung zwischen der Wiesbadener Innenstadt und Hofheim Bahnhof.